# Richard Harris
Richard St. John Harris, född 1 oktober 1930 i Limerick, County Limerick, död 25 oktober 2002 i London, var en irländsk-brittisk skådespelare. Harris medverkade i filmer som Camelot (1967), Horse (1970), De skoningslösa (1992), Gladiator (2000), Greven av Monte Cristo (2002), Harry Potter och de vises sten (2001) och Harry Potter och Hemligheternas kammare (2002). 

## Biografi
Richard Harris studerade vid London Academy of Music and Dramatic Art och gjorde debut på scen 1956. Han framträdde på film första gången 1958 och blev internationell stjärna genom sin roll i Idolen 1962, för vilken han blev Oscarnominerad. 
Harris spelade ofta rebelliska rollkaraktärer, något som han även försökte leva upp till i det privata - Harris var känd för sitt utsvävande, alkoholfyllda leverne, bland annat tillsammans med sin dryckesbroder Peter O'Toole.
Richard Harris spelade Albus Dumbledore i de två första filmerna om Harry Potter. Under inspelningen av Harry Potter och de vises sten var han frisk, under inspelningen av uppföljaren blev han sjuk (Hodgkins sjukdom), och i film nummer tre tog Michael Gambon över rollen efter att Harris avlidit på sjukhus.
Harris spelade in flera framgångsrika musikalbum. Hans mest kända inspelning MacArthur Park från 1968 placerade sig på den amerikanska Billboard-listans 2:a plats.
Richard Harris var far till skådespelaren Jared Harris.

## Filmografi i urval
- 1961 – Kanonerna på Navarone
- 1962 – Myteriet på Bounty
- 1962 – Idolen
- 1965 – Hjältarna från Telemarken
- 1967 – Operation Caprice
- 1967 – Camelot
- 1970 – Horse
- 1974 – Juggernaut
- 1977 – Orca - Djupets Hämnare
- 1977 – Det gyllene mötet
- 1978 – De vilda gässen
- 1981 – Tarzan - apmannen
- 1988 – Strike Commando 2
- 1990 – Det gröna fältet
- 1990 – När jag brottades med Ernest Hemingway
- 1992 – De skoningslösa
- 1992 – Patrioter
- 1997 – Ringaren i Notre Dame
- 1997 – Fröken Smillas känsla för snö
- 1998 – Barberaren i Sibirien
- 2000 – Gladiator
- 2001 – Harry Potter och de vises sten
- 2002 – Greven av Monte Cristo
- 2002 – Harry Potter och Hemligheternas kammare

## Diskografi
Studioalbum
- 1968 – A Tramp Shining
- 1968 – The Yard Went on Forever...
- 1971 – My Boy
- 1972 – Slides
- 1972 – The Richard Harris Love Album
- 1973 – Jonathan Livingston Seagull
- 1974 – The Prophet